# Макаров, Николай Витальевич
Никола́й Вита́льевич Мака́ров (род. 11 апреля 1955, Тула) — советский и российский кинорежиссёр, сценарист, педагог.

## Биография
Родился 11 апреля 1955 года в Туле. В 1974 году поступил в Тульский политехнический институт, который окончил в 1979 году по специальности инженер-строитель. Был членом созданной при институте любительской киностудии «Сад». В 1980 году совместно c Сергеем Сельяновым подпольно снял полнометражный фильм «День ангела» по одноимённому рассказу Михаила Коновальчука. Проявка плёнки, монтаж и озвучание растянулись на много лет, фильмокопия была напечатана лишь в 1987 году. На экран «День ангела» вышел в 1988 году.
В 1981 году поступил на режиссёрский факультет Всесоюзного государственного института кинематографии (мастерская документального кино Виктора Лисаковича), который окончил в 1986 году.
С 1985 года работал на киностудии «Леннаучфильм», где снял дипломный фильм о проекте поворота рек «Земля и вода» (1986), который, по словам кинокритика Андрея Плахова, «стал объектом острой схватки между перестроечной критикой, вгиковским официозом и почвенниками-русофилами». Его следующий фильм «Раскинулось море широко…» (1987) рассказывал о трагических судьбах деревень, затопленных Рыбинским водохранилищем. Критик Андрей Нуйкин писал об этой работе:

Как мы гордо всегда перечисляли «великие стройки коммунизма», ватты и киловатты, обретённые в результате наших героических усилий! В этом фильме собрана небольшая часть свидетельств, как, за счёт чего мы эти ватты обретали, на примере одной из самых первых победных сталинских строек — строительства Рыбинской ГЭС и Рыбинского водохранилища.
Экология, история и этнография являются с тех пор основными направлениями творчества Николая Макарова. Многие его фильмы отмечены призами на международных и российских кинофестивалях.
Член Союза кинематографистов России с 1990 года, член Гильдии режиссёров России, член Евразийской Академии телевидения и радио. С 2001 по 2014 год — доцент кафедры режиссуры, телережиссуры и тележурналистики Санкт-Петербургского государственного университета кино и телевидения. С 2012 года — доцент, а с 2015 года — заведующий кафедрой кино- и фотоискусства Санкт-Петербургского государственного института культуры. Автор и соавтор научных статей и учебных пособий.
Член жюри международных и российских кино- и телефестивалей.
Почетный академик Академии телевидения и радио Армении.

## Фильмография
- 1987 — Раскинулось море широко…[6]
- 1988 — День ангела (совместно с С. Сельяновым)
- 1990 — Обитель у реки[7]
- 1991 — Загадка Серафима (игровой)
- 1992 — Старец (Фрагменты жизни Серафима) (игровой)
- 1993 — Жизнь и смерть Александра Сидельникова, кинорежиссёра
- 1996 — Время великих обманов
- 1998 — Николай II. Круг жизни (3-я серия)
- 1999 — Драматург Александр Володин
- 1999 — Российский курьер (цикл телепрограмм)
- 2001 — Пожарные люди (цикл телефильмов)
- 2001 — По следам Родиона Раскольникова (также автор сценария совместно с П. Кожевниковым)[8]
- 2001 — Семья слепых
- 2002 — Поэт Евгений Евтушенко
- 2004 — Мы глухие[9]
- 2005 — Раскинулось море широко, или Время собирать камни[10]
- 2006 — Актёрская династия (цикл телепрограмм)
- 2007 — Две или три вещи, которые неплохо было бы знать о ней…
- 2007 — Религиозный Петербург. Связь времён
- 2011 — Лица России (цикл телефильмов)
- 2011 — Ингушский монолит
- 2011 — Pieta
- 2011 — Путешествие к южным селькупам
- 2014 — Марина Вялкова. Быть добру!
- 2014 — Орёл Сулеймана
- 2019 — Ляля. Штрихи к портрету
- 2024 — Пётр Козлов. Путь к сердцу Азии

## Награды
- 1988 — Приз Международной федерации кинокритиков FIPRESCI на 25-м Международном кинофестивале в Кракове за фильм «Раскинулось море широко».
- 2007 — Гран-при I Международного экологического фестиваля европейского и среднеазиатского регионов в Ереване за фильм «Раскинулось море широко, или Время собирать камни»[3].
- 2009 — Приз, медаль и премия за лучший фильм XIII Международного фестиваля телевизионных программ и фильмов «Золотой бубен» в Ханты-Мансийске за фильм «Две или три вещи...».
- 2013 — Приз Президента Моравско-Силезского региона Чешской республики на МКФ ECOFILM-2013 за фильм «Путешествие к южным селькупам».